# رمل سوق
رمل سوق (به عربی: رمل السوق) یک شهرداری در الجزایر است که در استان الطارف واقع شده‌است. رمل سوق ۳٬۷۱۵ نفر جمعیت دارد.